# 트레버 마시커노
트레버 마시커노(Trevor Marsicano, 1989년 4월 5일~)는 미국의 스피드 스케이팅 선수이다.
2007년 세계 주니어 선수권 대회에서 종합 3위에 올랐다. 2009년 세계 종합 선수권에서 5위에 올랐다. 2009년 3월 월드컵 대회 1000m 경기에서 샤니 데이비스 다음가는 1분 06초88을 기록했으며, 세계 종목별 선수권 대회에서는 1000m에서 샤니 데이비스를 꺾고 금메달을 땄다. 2010년 동계 올림픽에서는 5000m에서 14위, 1000m에서 10위에 올랐고, 팀 추월에서 은메달을 땄다.